# Den tomma stolens kris
Den tomma stolens kris, eller den tomma stolens politik, var en omfattande politisk kris inom Europeiska gemenskaperna mellan den 30 juni 1965 och den 30 januari 1966. Under denna period drog sig den franska regeringen ur arbetet i Europeiska ekonomiska gemenskapens råd i protest mot en rad olika förslag som gemenskapens kommission hade lagt fram och som stöddes av de fem andra medlemsstaternas regeringar. Det handlade bland annat om reformer av den gemensamma jordbrukspolitiken och utökad användning av kvalificerad majoritet vid beslutsfattande, något som Frankrikes president Charles de Gaulle bestämt motsatte sig. Genom att kalla hem Frankrikes ständige representant från Ständiga representanternas kommitté (Coreper) och i övrigt bojkotta alla rådssammanträden och möten i rådets olika arbetsgrupper och förberedande organ kunde Frankrike de facto lamslå allt beslutsfattande inom rådet.
I slutet av januari 1966 nåddes Luxemburgkompromissen som en lösning på krisen. Kompromissen innebar att medlemsstaterna bland annat kom överens om att inte tillämpa Romfördragets bestämmelser om kvalificerad majoritet vid beslutsfattande som någon medlemsstat uppfattade vara av särskilt nationellt intresse. Kompromissen innebar att den franska regeringen återupptog sitt deltagande i rådets sammanträde. Samtidigt innebar kompromissen att enhällighet i praktiken krävdes vid det mesta beslutsfattandet, vilket försvårade möjligheten att driva igenom olika beslut, inte minst vad gällde harmoniseringslagstiftning för att underlätta fri rörlighet för varor, tjänster, personer och kapital. Först genom europeiska enhetsakten, som trädde i kraft den 1 juli 1987, infördes möjligheten till kvalificerad majoritet för att anta sådan lagstiftning, vilket banade vägen för upprättandet av den inre marknaden den 1 januari 1993.